# Райхартсхаузен
Райхартсхаузен (нем. Reichartshausen) — община в Германии, в земле Баден-Вюртемберг. 
Подчиняется административному округу Карлсруэ. Входит в состав района Рейн-Неккар.  Население составляет 2035 человек (на 31 декабря 2010 года). Занимает площадь 10,00 км².